# 대전 도시철도
대전 도시철도(大田都市鐵道)는 대전광역시에서 운행되는 도시 철도이다.

## 개요
1991년 대전직할시의 도시철도건설계획이 수립되기 시작하였다. 그 후 1996년에 1호선을 착공하면서 5호선까지의 계획을 세웠으나 수요예측상의 이유로 계획을 수정하여 3호선까지 검토하기로 하였다.
이 중 1호선은 1996년부터 공사가 시작되어 2006년 3월 16일에 판암역 (대전광역시 동구 판암동)과 정부청사역(대전광역시 서구 둔산동) 사이의 구간을 1차로 개통하여 운영하였으며, 2007년 4월 17일에는 정부청사역 - 반석역 (대전광역시 유성구 반석동)까지를 2차로 개통하여 운영하고 있다.

## 노선

### 운행중
| 노선 | 노선  | 기점 | 종점 | 연장   | 역 수 | 개통일                                                        | 소유자       | 운영자       |
| ---- | ----- | ---- | ---- | ------ | ----- | ------------------------------------------------------------- | ------------ | ------------ |
|      | 1호선 | 판암 | 반석 | 22.7km | 22    | 2006년 3월 16일(판암~정부청사) 2007년 4월 17일(정부청사~반석) | 대전광역시청 | 대전교통공사 |

### 계획·공사
| 노선 | 노선                    | 기점                                                               | 종점                                                             | 연장   | 역 수 | 소유자        | 운영자                    |
| ---- | ----------------------- | ------------------------------------------------------------------ | ---------------------------------------------------------------- | ------ | ----- | ------------- | ------------------------- |
|      | 1호선                   | 판암                                                               | 식장산                                                           |        | 2     | 대전광역시청  | 대전교통공사              |
|      | 2호선                   | 서대전역(본선),중리역(연축지선),관저4역(진잠지선)                  | 서대전역(본선),연축역(연축지선),진잠역(진잠지선)                 | 38.8km | 45    | 대전광역시청  | 대전교통공사              |
|      | 3호선                   | 신탄진역                                                           | 산내역                                                           | 29km   |       | 대전광역시청  | 대전교통공사              |
|      | 충청권 광역철도         | 신탄진역(1단계), 조치원역(2단계), 계룡역(3단계), 오정역(옥천 지선) | 계룡역(1단계), 신탄진역(2단계), 강경역(3단계), 옥천역(옥천 지선) |        |       | 대한민국 정부 | 한국철도공사 대전충남본부 |
|      | 대전-세종-충북 광역철도 | 반석                                                               | 청주공항                                                         |        |       |               |                           |

## 운임

### 교통카드
- 대전광역시에 주민등록이 된 만 70세 이상 노인은 어르신 전용 무임 교통카드 사용시 무료.
- 도시철도 역 내에서는 한꿈이카드(티머니)만 충전 가능.
- 일반(만 19세 이상)
  - 10km 이내:1,550원
  - 10km 이상:1,650원
- 청소년(만 13세 이상~만 19세 미만)
  - 10km 이내:880원
  - 10km이상:960원
- 어린이(만 6세 이상~만 13세 미만)
  - 10km 이내:550원
  - 10km 이상:600원

### 일회용 토큰
- 우대권[1]:무료
- 보통권[2]
  - 10km 이내:1,700원
  - 10km 이상:1,800원
- 할인권[3]
  - 10km 이내:600원
  - 10km 이상:650원

### 환승 할인
환승 할인 제도는 교통카드 사용자에게만 적용된다.
| 시내버스 → 도시철도 대인 : 1,500원 → 50원 청소년 : 750원 → 0원 어린이 : 350원 → 0원 | 도시철도 → 시내버스 대인 : 1,550원 → 0원 청소년 : 880원 → 0원 어린이 : 550원 → 0원 |

| 마을버스 → 도시철도 대인 : 1,350원 → 200원 청소년 : 650원 → 230원 어린이 : 300원 → 250원 | 도시철도 → 마을버스 대인 : 1,550원 → 0원 청소년 : 880원 → 0원 어린이 : 550원 → 0원 |

## 연혁
- 1996년 2월 16일: 기본계획 확정
- 1996년 10월 30일: 대전 도시철도 1호선 1차공사 착공
- 2004년 1월 19일: 대전광역시도시철도공사 설립기획단 설치
- 2004년 8월 13일 대전광역시도시철도공사 설치조례 제정
- 2004년 12월 27일: 대전 도시철도 1호선 초도 차량 (101편성) 반입
- 2005년 1월 1일: 대전광역시도시철도공사 설립
- 2006년 3월 16일: 대전 도시철도 1호선 일부(판암~정부청사) 개통
- 2007년 4월 17일: 대전 도시철도 1호선 잔여 구간(정부청사~반석) 개통
- 2022년 1월 1일: 대전광역시도시철도공사를 대전교통공사로 개편
- 2023년 12월 27일: 충청권 광역철도 1단계 (계룡~신탄진, 오정~옥천) 구간 착공.[4]

- 2024년 1월 1일: 도시철도 성인 운임, 청소년 보통권 운임 인상
- 2024년 9월: 대전 도시철도 2호선 착공[5]

## 에피소드
2006년 3월 개통을 앞두고 대전시는 15,000명의 시민을 초청하여 시운전을 하려 했으나 대전광역시선거관리위원회는 무료 시승행사가 당시 재선에 도전하는 염홍철 대전시장의 홍보가 될 수 있다고 유권해석을 내렸다. 결국, 대전광역시도시철도공사는 1.2톤짜리 물통 13개를 전동차에 싣고서 시운전을 하였다.

## 같이 보기
- 대전교통공사
  - ● 대전 도시철도 1호선
    - 대전-세종-충북 광역철도

  - ● 대전 도시철도 2호선
  - 대전 도시철도 3호선
- 충청권 광역철도
- 대한민국의 도시 철도